# Тихий Став (Баштанський район)
Ти́хий Став (до 2024 року — Червоний Став) — село в Україні, у Березнегуватській селищній громаді Баштанського району Миколаївської області. Населення становить 101 особа.

## Назва
19 вересня 2024 року Верховна Рада підтримала перейменування села Червоний Став на Тихий Став. 26 вересня 2024 року перейменування набуло чинності.